# 白花耧斗菜
白花耧斗菜（学名：Aquilegia lactiflora），为毛茛科耧斗菜属下的一个种。种名lactiflora意为“乳白色花的”。